# Karl Beck (Sänger)
Karl Beck (* 1814 in Wien; † 4. März 1879 ebenda) war ein österreichischer Opernsänger (Tenor).

## Leben
Karl Beck war Zuckerbäckergehilfe und wurde von Johann August Stöger für den Gesang entdeckt. Er genoss seine Ausbildung bei Josef Staudigl und trat 1838 – noch nicht vollständig für die Bühne reif – als „Arnold“ in der „Jüdin“ in Prag auf. Die prachtvolle Stimme des jungen Sängers machte Furore und begründete seine Beliebtheit. Aber die musikalische Bildung blieb rudimentär. Trotzdem wuchs sein Renommee von Tag zu Tag.
In dieser Zeit hörte ihn ein Agent der Petersburger kaiserlichen Oper singen und brachte ihn ohne Formalitäten in die Zarenstadt. Auch an der Newa erregte Beck Aufsehen, doch dort ereilte ihn frühzeitig ein trauriges Geschick. Er erkältete sich auf dem Eis und zog sich eine heftige Halskrankheit zu, die seine schöne Stimme negativ beeinflusste.
Von 1848 bis 1855 war er Mitglied des Weimarer Hoftheaters, doch errang er mit seinem Gesang lange nicht mehr die früheren Erfolge. Er war einer der Anhänger des Wagnerkultes und sang sogar am 28. August 1850 unter Franz Liszts Leitung den „Lohengrin“ bei der ersten Vorstellung dieser Oper auf deutscher Bühne.
Nach Ablauf seines Engagements in Weimar versuchte er noch anlässlich eines Gastspiels in Prag die Trümmer seines Tenors bewundern zu lassen, dann schied er ganz von der Bühne.
Der einstige „König der Tenöre“, wie man ihn in Petersburg nannte, beteiligte sich nach dem Verlust seiner Stimme an mehreren kaufmännischen Unternehmungen und betätigte sich auch als Gast- und Caféwirt, ohne irgendwo zu reüssieren.